# 仁兴站
仁興站（韓語：인흥역）是朝鮮民主主義人民共和國咸鏡南道金野郡仁興勞動者區的一個鐵路車站，属于平罗线。

## 邻近车站
平罗线
金野站 - 仁興站 - 范浦站